# Clausocalanus latipes
Clausocalanus latipes is een eenoogkreeftjessoort uit de familie van de Clausocalanidae. De wetenschappelijke naam van de soort is voor het eerst geldig gepubliceerd in 1894 door Scott T..